# Currency Centre
Het Currency Centre of An tIonad Airgeadra, soms de Irish Mint genoemd, is het nationale munthuis en bankbiljettendrukkerij van Ierland. Het Currency Centre is een ontwerp van Sam Stephenson en valt onder de Central Bank of Ireland. Het bevindt zich in Sandyford, een buitenwijk in het zuiden van Dublin, en werd geopend in 1976. Voordien werden de munten geslagen bij de Britse Royal Mint. Het Currency Centre sloeg de munten van het Ierse pond en slaat de Ierse euromunten; tot 2019 werden er ook eurobankbiljetten gedrukt. Op termijn verdwijnt het Currency Centre naar een locatie met goedkopere grond, en komt er op deze plaats huisvesting voor 530-750 betaalbare woningen.